# Thomas Bröker
Thomas Bröker (Meppen, 22 gennaio 1985) è un ex calciatore tedesco, di ruolo attaccante.

## Carriera

### Club
Conta più di 100 presenze nella seconda serie tedesca.

### Nazionale
Ha partecipato ai Mondiali Under-20 del 2005.

## Palmarès

### Club

#### Competizioni nazionali
- 2. Fußball-Bundesliga: 1

Colonia: 2013-2014
- 3. Liga: 1

Duisburg: 2016-2017